# 塚田綾佳
塚田 綾佳（つかだ あやか、1991年4月2日 - ）は、日本のアイドルである。
イメージカラーはピンク。愛称はあやぽん。
めろでぃーリアン、バクステ外神田一丁目の元メンバー。現在アイドルグループfluuuffy(ふるぅぅぅふぃー)のふわふわピンク担当として活動中。東京都出身。zonenet所属。

## 略歴
2010年
- 12月31日、『第61回NHK紅白歌合戦』にて「GIRL NEXT DOOR」のバックダンサー出演。

2011年
- 「AKB48」フレッツ光CMスタンドイン。
- HD SONY「WALKMAN」CM 合唱篇出演。
- 7月 - 2012年1月、TOKYO MX 「つんつべ♂」準レギュラー出演。
- 8月、「めろでぃーリアン」1期生としてデビュー。

2012年
- 6月19日、J-POP GIRLS 「キュン！Vol.4」雑誌掲載。
- 8月14日、TBS「なんだ君は!?TV」特集出演。
- 9月20日 - 24日、「TOKYO GAME SHOW 2012」ゲスト出演。
- 10月12日、フジテレビ「Red Zone」アイドルの実態特集出演。
- KONAMI GITADORA「迎撃のフォルテ」「振動デザイア」収録。

2013年
- フジテレビ「とくダネ！」線引きジャーナリストアイドルご法度特集出演。
- TBS「ランク王国」アキバ系ライヴアイドル注目に出演。
- 「Princess☆Collection i姫まつり♡」雑誌掲載。
- 7月27日、「TOKYO IDOL FESTIVAL 2013」出演。
- 10月、「めろでぃーリアン」活動休止。

2014年
- 「モーニング娘。 au森娘」CMスタンドイン。
- 3月、『バクステ外神田一丁目 6期生』として加入。
- TOKYO MX「つんつべ♂バク音」レギュラー出演。
- 8月、メジャーシングル「青春クロニクル/ハリネズミとジェリービー」店舗版ジャケット選抜。
- 「Q -360°experience-」アプリ内動画出演。
- 12月、「バクステ外神田一丁目」を自主的に卒業し、1年間の芸能活動停止。[注 1]

2015年
- 2月、高速道路情報記載のフリーマガジン「ハイウェイウォーカー2月号」の日帰り温泉特集掲載。
- 3月、SHOWROOMにて配信開始。
- 5月30日 - 6月21日 SHOWROOMイベント「地上波番組出演」参加。
- 7月13日 - 7月31日、SHOWROOMイベント「萌えスト!vol.1」参加。[2]
- 8月10日 - 8月31日、SHOWROOMイベント「萌えスト!vol.2」参加。[3]
- 8月、秋葉原フリーマガジン「MOESTA新学期SP」グラビアページ掲載。[4]
- 8月30日、DMM.yell 1位獲得によりニコニコ生放送DMM.yell公式チャンネル「アイドル応援ch★DMM.yell」出演。[5]
- 9月、スカパー!アイドル専門チャンネルPigoo「グラドル新党」出演。[6]
- 9月21日 - 10月13日、SHOWROOMイベント「秋葉原UDXビジョンCM出演争奪戦」参加。[7]
- 10月 - スカパー!「グラドル ゴー!ゴー!」レギュラー出演。
- 11月25日 - 12月11日SHOWROOMイベント「恋愛ショートムービー主演女優決定戦」参加。[8]
- 12月11日 - 2016年1月10日 SHOWROOMイベント「理想のBODY計画！BODY MAKE STUDIO CLOVER」参加。[9]
- 12月18日、テレビ東京「土曜スペシャル」出演。
- 12月26日、「SHOWROOMアワード2015 タレント・モデル部門」ノミネート。[10]

2016年
- 1月、株式会社SHOWGATE所属。
- 2月 PhotoZone撮影会（個撮） 開始 。[11]
- 2月25日 フリーペーパー『月刊MOESTA秋葉原通信』Vol14(3月号)表紙掲載 。
- 6月10日、秋葉原観光マップ『アド街っぷ』表紙掲載。[12]
- 7月8日、マガジンボックスより『呪いの心霊解体新書』掲載、付録DVD出演[13]
- 7月8日、講談社『フライデー7月22日号』カラー2P掲載。[14]
- 7月8日、SHOWROOM HOT TOPICSにインタビュー掲載。[15]
- 9月17日、神戸コレクション2016　AUTUMN & WINTER　モデル出演[16]
- 10月2日、1stワンマンライブ〜塚田って言うな！あやぽんだよ♡あやぽんって何者？編〜（秋葉原CHLOROFORM）[17]
- 10月、ラジオFMFUJI 「ザブングル松尾の音笑 」 10月マンスリーパーソナリティー
- 11月16日、雑誌「OFF ROAD INPACT MAGAZINE vol.2」表紙掲載
- 12月11日、東京渋谷コレクション 2016Winter モデル出演

2017年
- MOTOR GAMESサポートガールズ 2017として活動[18]
- CHARAPEDIA 初代公式レポーター就任[19]

2018年
- 2月25日、GRACHAN34×BRAVE FIGHT16＠ディファ有明にてラウンドガール
- 3月2日、1stデジタル写真集発売[20]
- 7~9月、サミーカップガールズ2018[21]
- 9月20日、初のソロイメージビデオ『初恋あやぽん』発売[22]。
- 11月30日、ニコ生「グラ飯」第43回出演[23]

2019年
- 1月5日、中山競馬場にて馬券ガールズとしてイベントに出演[24]
- 1月8日、フジテレビ 「今夜はナゾトレ」再現VTR出演
- 1月12～13日、東京オートサロン2019　AWESOME ブース、Curumaction ブース
- 2月28日、ニコ生「グラ飯」第46回出演[25]
- 8月、サミーカップガールズ2019[26]
- 光文社『ミスFLASH2020』ファイナリスト[1]。
- 12月9～15日、JR内のコンビニ「NewDays」のNewDays VISIONで三国ブレイズCM放送[27]

2020年
- 4月1日、YouTube 「あやぽんチャンネル」開設　#踏切女子[28]

2024年
- 8月25日、アイドルグループfluuuffy(ふるぅぅぅふぃー)ふわふわピンクとして加入、9月より単独定期公演を秋葉原にて開催

## 人物
- 特技はダンス、水泳[29]、美術。ダンス[30]。
- 趣味はスキューバダイビング、餃子屋巡り、小物集め[30]。

## 出演

### 舞台
- コンシールシアター×恋煩い探偵社「夏の大事件、、、！？〜白銀街放火事件録〜」（2016年8月13-14日、ギャラリーLa Grotte）
- 劇団虚幻癖 番外公演「GHOSTMIX」（2017年6月27日-7月2日、中野テアトルBONBON）-猫娘役

- シズカ式「日本橋ドロップス ～第２缶～」（2017年12月7日-10日、アクアスタジオ）

- エアースタジオ『GO,JET!GO!GO!Vol.4』（2018年1月11日-14日、アクアスタジオ）-美月役

- 劇団虚幻癖 番外公演「GHOSTMIX Ⅱ」（2018年5月9日-13日、萬劇場）-猫娘役
- シズカ式「日本橋ドロップス ～第３缶～」（2018年6月6日-10日、Agarage）
- 劇団虚幻癖 第10回本公演「End of Symphony」（2018年10月3日-8日、サンモールスタジオ）フローラ役
- シズカ式「日本橋ドロップス ～第４缶～」（2018年11月8日-12日、Agarage）

- 劇団虚幻癖 番外公演「GHOSTMIX Ⅲ」（2019年1月30日-2月3日、萬劇場）-猫娘役

- 舞台版まいっちんぐマチコ先生～令和元年スタート!YOU タチニツグ!シン・ニホンジンハダレダ！の巻～（2019年5月2日 - 6日、ブディストホール） - ト・ワイス役

- シズカ式「佐藤家のぬかどこ」（2019年5月23日-27日、）-佐藤樹 役
- 劇団虚幻癖 第１２回本公演「The Lost Mind」（2019年10月9日-14日、シアターブラッツ）-来栖美音役
- 劇団虚幻癖 番外公演「GHOSTMIX Ⅳ」（2020年1月29日-2月2日、中野ザ・ポケット）-猫娘役
- 蛇ノ目企画「さくらば〜絆、果たせぬ誓い〜」（2020年2月13日-17日、シアターグリーンBOX in BOX シアター）-雅（ミヤビ）役

### ウェブテレビ
- ハロウィン情報バラエティ「ハロ女TV2017～メイク編～」（2017年10月22日、FRESH!）[31]

- バラエティ開拓バラエティ日村がゆく!（2018年11月28日、AbemaTV）M-1ナメてるGP（お笑いコンビ「ぽんたん」として）[32]

## 作品

### DVD
- 初恋あやぽん（2018年9月20日、ギルド）[22]

動画配信
- 透明彼女シーズン4 #8塚田綾佳（2018年6月22日、リリコレ）[33]

### 写真集
電子書籍
- AYAKA TSUKADA 1st DIGITAL PHOTO BOOK「26 twenty six」: 26歳の私（2018年3月2日）[20]
- RQラボ　デジタル写真集「ビキニ水着1」（2018年6月30日）[34]
- RQラボ　デジタル写真集「OL制服1＋ビキニ水着」（2018年7月11日）[35]
- RQラボ　デジタル写真集「ビキニ水着2」（2018年7月20日）[36]
- RQラボ　デジタル写真集「OL制服2＋ビキニ水着」（2018年7月30日）[37]
- RQラボ　デジタル写真集「カットソー（ニット）」（2018年8月11日）[38]
- RQラボ　デジタル写真集「ビキニ水着3」（2018年8月20日）[39]
- 言いなりあやぽん（2020年5月11日、ギルド）[40]
- 放課後の約束（2020年7月30日、ギルド）[41]